# Àgata Roca
Àgata Roca i Maragall (Barcelona; 1968) es una actriz española conocida principalmente por sus trabajos en series y tv-movies emitidas en el canal autonómico catalán TV3. Es además, fundadora de la compañía T de Teatre.

## Biografía
En 1991 acabó los estudios en el Instituto del Teatro de Barcelona y fundó la compañía de teatro T de Teatre con cuatro compañeras de promoción: Rosa Gàmiz, Mamen Duch, Míriam Iscla y Carme Pla. Ha protagonizado los 11 espectáculos que dicha compañía ha montado. Entre ellos destacan Petits contes misògens, Criatures y más recientemente E.V.A, espectáculo con el que se conmemoran los 25 años de la compañía teatral.
Además de participar en las obras realizadas por la compañía T de Teatre, Roca también ha formado parte de montajes como Boulevard dirigido por Carol López, Els veïns de dalt, dirigido por Cesc Gay e Ivànov, dirigido por Àlex Rigola.
Su trabajo en la televisión lo ha realizado principalmente en el canal autonómico catalán TV3. Destacan sus participaciones capitulares en series de gran audiencia como Estació d'enllaç, Porca Misèria y Ventdelplà. Sin embargo, el papel que le dio a conocer a la mayor parte del público catalán fue el de Mariona en la serie emitida por TV3 y creada por T de Teatre, Jet Lag. Entre 2011 y 2014 formó parte del reparto recurrente de la serie Kubala, Moreno i Manchón. En 2019 estrena la serie de TV3 Les del hoquei.
Entre sus trabajos para cadenas de ámbito nacional destacan sus participaciones en la miniserie Felipe y Letizia de Telecinco donde interpretó a la infanta Cristina de Borbón. En 2015 formó parte del reparto de la segunda temporada de la serie de misterio de Antena 3 Sin Identidad interpretando a Blanca.
En cuanto al cine, en 2003 participa en las películas Las horas del día, de Jaime Rosales y Excuses! de Joel Joan. También ha formado parte del reparto de las películas Dictado de Antonio Chavarrías, Todos queremos lo mejor para ella de Mar Coll, Truman de Cesc Gay y El pregón de Dani de la Orden entre otras. En 2018, durante el Festival de Cine de Málaga estrenó Jean-François i el sentit de la vida, película dirigida por Sergi Portabella que protagoniza junto a Pau Durà. En 2019 estrena 7 raons per fugir, una comedia negra dirigida por Esteve Soler, Gerard Quinto y David Torras.
Fue colaboradora del programa de radio L'hora del pati, de la emisora catalana Rac1, dirigido por el periodista Albert Om y que finalizó sus emisiones en julio de 2004. Desde 2018 es colaboradora del programa Tot és Comedia emitido en La Ser Catalunya.

## Filmografía

### Largometrajes
| Año  | Título original                      | Dirección                                  | Notas        |
| ---- | ------------------------------------ | ------------------------------------------ | ------------ |
| 2003 | Las horas del día                    | Jaime Rosales                              | Reparto      |
| 2003 | Excuses!                             | Joel Joan                                  | Protagonista |
| 2006 | Ficción                              | Cesc Gay                                   | Reparto      |
| 2009 | V.O.S                                | Cesc Gay                                   | Protagonista |
| 2012 | Dictado                              | Antonio Chavarrías                         | Reparto      |
| 2013 | Tots volem el millor per ella        | Mar Coll                                   | Reparto      |
| 2015 | Truman                               | Cesc Gay                                   | Figuración   |
| 2016 | El pregón                            | Dani de la Orden                           | Reparto      |
| 2018 | Jean-François i el sentit de la vida | Sergi Portabella                           | Protagonista |
| 2019 | 7 raons per fugir                    | Esteve Soler, Gerard Quinto y David Torras | Reparto      |

### Televisión
| Año       | Título original                    | Cadena de emisión | Notas        |
| --------- | ---------------------------------- | ----------------- | ------------ |
| 1991      | Un dels últims vespres de carnaval | TV3               | Telefilm     |
| 1991      | Maria Estuard                      | TV3               | Telefilm     |
| 1993      | Quico                              | TV3               | 1 episodio   |
| 1994      | Estació d'enllaç                   | TV3               | 1 episodio   |
| 1995      | Petits contes misògins             | TV3               | Telefilm     |
| 1996-1997 | Sitges                             | TV3               | Reparto      |
| 1998-1999 | Laura                              | TV3               | Reparto      |
| 2000      | Crims                              | TV3               | 1 episodio   |
| 2001      | L'estratègia del cucut             | TV3               | Telefilm     |
| 2001-2006 | Jet Lag                            | TV3               | Protagonista |
| 2007      | Porca misèria                      | TV3               | 2 episodios  |
| 2008      | Ventdelplà                         | TV3               | Reparto      |
| 2009      | Com pot ser que t'estimi tant      | TV3               | Telefilm     |
| 2010      | La sagrada família                 | TV3               | 1 episodio   |
| 2010      | Felipe y Letizia                   | Telecinco         | Miniserie    |
| 2011-2014 | Kubala, Moreno i Manchón           | TV3               | Reparto      |
| 2012      | Mentiders                          | TV3               | Telefilm     |
| 2015      | Sin identidad                      | Antena 3          | Reparto      |
| 2016      | Estudio 1                          | TVE               | 1 episodio   |
| 2018      | Vida privada                       | TV3               | Miniserie    |
| 2019-2020 | Les de l'hoquei                    | TV3               | Reparto      |
| 2024      | Jo mai mai                         | TV3               | 2 episodios  |

### Teatro
| Año       | Título original               | Dirección                    | Dramaturgia                                  |
| --------- | ----------------------------- | ---------------------------- | -------------------------------------------- |
| 1991      | Petits contes misògins        | Pere Sagristà                | Patricia Highsmith                           |
| 1994      | Homes!                        | Sergi Belbel                 |                                              |
| 1988      | Trio en mi bemol              | Joan Ollé                    | Eric Rohmer                                  |
| 1998-1999 | Criatures                     | David Plana                  |                                              |
| 2005      | Això no és vida               | David Plana                  | Sergi Belbel Albert Espinosa David Plana     |
| 2005      | V.O.S.                        | Carol López                  |                                              |
| 2006      | 15                            | Sergi Belbel                 |                                              |
| 2008      | Com pot ser que t'estimi tant | Javier Daulte                | Javier Daulte                                |
| 2009      | Boulevard                     | Carol López                  | Carol López                                  |
| 2010      | Delicades                     | Alfredo Sanzol               | Alfredo Sanzol                               |
| 2012-2014 | Aventura!                     | Alfredo Sanzol               | Alfredo Sanzol                               |
| 2013      | Un aire de familia            | Pau Durà                     | Agnès Jaoui Jean-Pierre Bacri                |
| 2014      | Dones com jo                  | Pau Miró                     | Pau Miró                                     |
| 2015-2016 | Premis i càstigs              | Ciro Zorzoli                 | Ciro Zorzoli                                 |
| 2015-2016 | Els veïns de dalt             | Cesc Gay                     | Cesc Gay                                     |
| 2017      | Ivànov                        | Àlex Rigola                  | Antón Chéjov                                 |
| 2017      | E.V.A.                        | Julio Manrique               | Marc Artigau Cristina Genebat Julio Manrique |
| 2018      | Escape Room                   | Joel Joan y Hector Claramunt | Joel Joan y Hector Claramunt                 |

## Vida privada
La pequeña de cinco hermanos, pasó su infancia en el distrito de Sarriá-San Gervasio de Barcelona. Es sobrina de los políticos catalanes Miquel Roca i Junyent y Pasqual Maragall i Mira.
Está casada con el director y guionista Cesc Gay y tiene dos hijos con él, un niño (2001) y una niña (2005).